# Svahilijska obala
Svahilijska obala (Swahili Coast, Zanguebar, Zanj) je obalno područje u Jugoistočnoj Africi čiji su stanovnici narod Swahili. Čine ju priobalna Kenija, priobalna Tanzanija i sjeverni priobalni Mozambik. Pojam također može biti oznakom nekih otoka i otočja poput onih u Zanzibaru, otoku Pateu i Komorima, koji su uz tu obalu. Svahilijska obala je razlikovne kulture, demografije, vjere i zemljopisa i uz ostale čimbenike, uključujući gospodarstvene posljedica je bila rastući secesionizam.

## Povijest
Dio područja danas nazivana Svahilijskom obalom u povijesti su nosila ime Azanija (lat. Azania) ili Zingion (grč.) u grčko-rimskom dobu i kao Zanj ili Zinj u srednjoistočnoj, kineskoj i indijskoj literaturi od 7. do 14. stoljeća. Arheološki dokazi malih hinduskih naseobina iz Indije iz 2. stoljeća nađeni su uglavnom na Svahilijskoj obali Zanzibara, Kenije, Zimbabvea i Madagaskara. Povijesni dokumenti, uključujući Peripla Eritrejskog mora i radovi Ibna Batute opisuju društvo, kulturu i gospodarstvo Svahilijske obale na raznim točkama u njegovoj povijesti.
Uspon gradova-država na Svahilijskoj obali uvelike se može pridati ekstenzivnom sudjelovanju te regije u trgovinskoj mreži koja je prelazila Indijskim oceanom.